# Vor Frelsers Kirke, Köpenhamn
Vor Frelsers Kirke ("Vår Frälsares kyrka") är en kyrka som ligger på Christianshavn i Köpenhamn, Danmark. Den karaktäriseras av sin svarta och gyllene tornspira med utanpåliggande trappa och av de många klockorna i kyrkans klockspel.

## Uppförande
Kyrkan uppfördes 1682–1696 under ledning av den danske arkitekten och konstnären Lambert van Haven. Han utformade den som en rödstensbyggnad i barockstil på en plan i form av ett grekiskt kors. Tornspiran, ritad av Laurids de Thurah, är i svart och guld och har hämtat inspiration från kyrkan Sant'Ivo alla Sapienza i Rom. En av kyrkklockorna är ett krigsbyte från danskarnas erövring av Vänersborg 1676.
Tornspiran är öppen för allmänheten och det är möjligt för besökarna att gå uppför på utsidan av spiran, varvid man samtidigt får en fantastisk utsikt över Köpenhamn.
Kyrkan omnämns i Jules Vernes Till jordens medelpunkt. Bland annat omnämns en uppåtstigning till spirans topp.